# Rosario Assanti
Rosario Assanti (Catanzaro, 3 agosto 1884 – Milano, 15 gennaio 1960) è stato un generale italiano.

## Biografia
Nacque a Catanzaro da Ferdinando e da Maria Poerio. Si è laureato in chimica pura all'università di Modena nel 1917, quando aveva già intrapreso la carriera militare. Ha conseguito anche un diploma in farmacia presso la Regia Scuola Universitaria di Catanzaro.
Il 5 novembre 1904 cominciò la carriera militare come soldato volontario e allievo nella scuola militare di prima categoria. Prestò giuramento di fedeltà a Parma il 21 ottobre 1906. Nello stesso anno viene nominato sottotenente nel 94º reggimento fanteria. Nel 1908 viene trasferito al 48º reggimento fanteria dove nel 1909 verrà promosso per anzianità a tenente. Il 18 novembre 1911 s'imbarca a Napoli con il 50º reggimento fanteria per la Tripolitania e Cirenaica da dove farà ritorno il 2 settembre del 1912 a causa di malattia. Dal settembre del 1913 al maggio del 1914 è effettivo alla scuola applicazione fanteria. Promosso per anzianità a capitano nel 1915. Dopo essere stato rimandato in Tripolitania e Cirenaica parte nel marzo del 1916 per la guerra Italo-Austriaca. Promosso a maggiore per anzianità nel 1917. nel 1921 cesserà di appartenere al R. Corpo Coloniale in Somalia e verrà trasferito al 19º fanteria. Nel 1926 viene promosso per anzianità a tenente colonnello e nel 1930 nominato osservatore industriale nell'ordinamento della commissione suprema di difesa. Promosso per anzianità a colonnello nel 1931 è nominato comandante dell'84º reggimento fanteria. Nel 1935 è comandante del distretto di Modena. Promosso nel 1939 per anzianità a generale di brigata viene destinato al comando C.A. di Bologna con sede a Modena. Nel marzo del 1940 viene nominato comandante di zona militare del territorio di Piacenza. Nel 1942 è promosso per anzianità a generale di divisione e collocato sempre per anzianità nelle riserve. Viene richiamato nel luglio del 1942 come comandante della zona militare di Piacenza. Collocato in congedo dal 1º luglio 1945, cessa di appartenere alla categoria di riserva per età ed è collocato in congedo assoluto nell'agosto del 1957.
Muore a Milano il 15 gennaio 1960.

## Matrimonio e figli
Sposò con la Signora Moretti l'11 ottobre 1913